# Elihu B. Washburne
Elihu Benjamin Washburne, född 23 september 1816 i Livermore, Massachusetts (nuvarande Maine), död 23 oktober 1887 i Chicago, var en amerikansk republikansk politiker.
Han var en av sju bröder som var aktiva i grundandet av USA:s republikanska parti. Innan han blev republikan hade han varit medlem av whigpartiet.
Washburne var en ledare av den radikalrepublikanska falangen och ledamot av USA:s representanthus från Illinois. När Abraham Lincoln anlände i Washington D.C. i februari 1861, vågade många av de ledande republikanerna inte träffa honom, eftersom de fruktade ett mordförsök. Washburne mötte Lincoln och gjorde sitt bästa i att hemlighålla var den tillträdande presidenten befann sig.
Washburne var en anhängare av lika rättigheter oavsett ras. Efter amerikanska inbördeskriget förespråkade han att plantager skulle delas upp för att kompensera frigivna slavar för deras lidande.
Washburne var USA:s utrikesminister i tolv dagar 1869 under president Ulysses S. Grant; det är den kortaste ämbestperioden för en amerikansk utrikesminister. Därefter ledde han USA:s diplomatiska beskickning i Frankrike och spelade en central roll i fredsförhandlingarna efter fransk-tyska kriget. Han återvände från Frankrike 1877. Hans namn nämndes bland tänkbara presidentkandidater 1880 och 1884, men han blev inte nominerad.
Han var ordförande för Chicago Historical Society 1884–1887. Gatan Washburne Street i Chicago fick sitt namn efter honom. Hans son Hempstead Washburne var borgmästare i Chicago 1891–1893.